# Richard Strachey
Pour les articles homonymes, voir Strachey.
Richard Strachey, né le 24 juillet 1817 et mort le 12 février 1908, est un officier britannique et administrateur colonial en Inde.

## Biographie
Il naît à Sutton Cour, Stowey, dans le Somerset. Il fait ses études secondaires au Addiscombe Military Seminary, puis rejoint le corps d'ingénieurs du Bengale, en 1836. Il travaille plusieurs années dans les projets d'irrigation des Provinces du Nord-Ouest
Il participe à la Première guerre anglo-sikhe en 1845-1846, notamment aux batailles d'Aliwal et de Sobraon.
En 1848, il explore les lacs tibétains Manasarovar et Rakshastal, avec J.E. Winterbottom
De 1858 à 1865, il travaille dans le département des travaux publics, en tant que secrétaire du gouvernement de l'Inde, puis, à partir de 1867 à 1871, il occupe le poste de directeur général de l'irrigation, nouvellement créé.
Durant cette période, Richard Strachey est le principal de la réorganisation de l'administration des travaux publics. En 1867, il prépare un projet détaillé de décentralisation de l'administration financière de l'Inde, qui a formé la base de la politique mise en œuvre par la suite par son frère John Strachey, sous l'autorité de Richard Southwell Bourke et de Robert Lytton.
Il quitte l'Inde en 1871, mais il y retourne en 1877, pour superviser l'achat des East Indian Railway Company. Il est également nommé président de la commission d'enquête sur les famines indiennes. En 1878, il est nommé avec un mandat de six mois en tant que membre du conseil du gouverneur-général, pour les questions financières, et il fait notamment des propositions pour remédier aux difficultés découlant de la dépréciation de la roupie. Ses propositions ne sont pas retenues, cependant, à partir de cette période, il prend une part active aux efforts déployés pour équilibrer les taux de change entre les monnaies indienne et britannique.
En 1892, il assiste à la 4e conférence monétaire internationale qui se tient à Bruxelles, en tant que délégué des provinces de l'Empire des Indes. Il est membre du conseil de l'Inde, de 1875 à 1889, date à laquelle il en démissionne pour prendre le poste de président de la East Indian Railway Company.

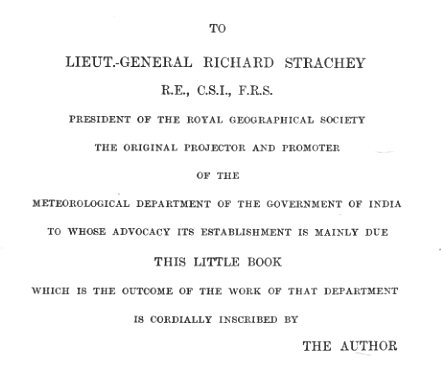
Dédicace du livre de Henry Francis Blanford (1889)

Strachey mène d'importants travaux de recherche dans les domaines de la géologie, la botanique et géographie physique de l'Himalaya. Il s'intéresse particulièrement à la météorologie et contribue à la création du service météorologique indien.
Il meurt à son domicile de Belsize Park, le 12 février 1908.

## Vie personnelle
Il épouse le 27 décembre 1854 Caroline Bowles. Celle-ci meurt en septembre 1855.
Le 4 janvier 1859, il épouse Jane Maria Strachey (1840-1928), née Grant, écrivaine, militante en faveur du droit de vote des femmes et co-organisatrice de la Mud March en 1907 à Londres.
Ensemble, ils ont treize enfants, dont dix ont survécu à l'âge adulte. Les plus connus sont Lytton Strachey, James Strachey, Oliver Strachey, Dorothy Bussy et Pernel Strachey.

## Distinctions
- 1854 : membre de la Royal Society
- 1854 : chevalier grand commandeur de l'ordre de l'Étoile d'Inde (GCSI)
- 1883 : président de la section météorologie de la Royal Society
- 1888-1890 : président de la Royal Geographical Society
- 1897 : médaille royale de la Royal Society.